# C/1861 G1 (Thatcher)
C/1861 G1 (Thatcher) est une comète à longue période, d'une période de près de 415 ans, découverte par l'astronome amateur américain Albert E. Thatcher, le soir du 4 avril 1861 à New York. 
Elle est le corps parent de la pluie de météores des Lyrides. L'astronome allemand Carl Wilhelm Baeker a trouvé indépendamment cette comète, cette même année 1861 depuis la ville de Nauen. La comète est passée à 0,335 unité astronomique (50,1 millions de kilomètres) de la Terre le 5 mai 1861 et son dernier périhélie a eu lieu le 3 juin 1861.